# 米爾格羅夫 (紐約州)
米爾格羅夫（英語：Millgrove）是位於美國紐約州伊利縣的非建制地區。

## 歷史
米爾格羅夫的郵局於1849年設立，其後於1934年停運。

## 地理
米爾格羅夫所處的海拔為高於海平面237米（即778英呎），而該地所採用的時區為UTC-5，即北美东部时区（EST）。同時該地設有夏令時間，為UTC-5調快一小時，即UTC-4（EDT）。